# Confessions Tour
Il Confessions Tour è stato il settimo tour di concerti della cantautrice statunitense Madonna, a supporto del suo decimo album in studio Confessions on a Dance Floor (2005).
Partito il 21 maggio 2006 da Inglewood, passò per Nord America, Europa e Asia, per concludersi poi il 21 settembre successivo a Tokyo.
Secondo Billboard la tournée registrò il tutto esaurito in 59 date su 60, con oltre un milione di spettatori, e incassò oltre 194 milioni di dollari secondo maggior ricavo del 2006 dopo A Bigger Bang Tour dei Rolling Stones..
Dal concerto della Wembley Arena a Londra fu tratto il DVD The Confessions Tour, venduto insieme al CD dal vivo, che contiene 13 tracce tratte dal concerto.
Sullo spettacolo fu anche realizzato un libro fotografico dal titolo Madonna Confessions.

## Sinossi
Lo spettacolo è suddiviso in quattro atti: Equestrian, Bedouin, Glam-Punk e Disco.

### I atto - Equestrian
Lo spettacolo si apre con un video in stile equestre che alterna una Madonna in tenuta da cavallerizza ad alcuni cavalli allo stato brado. Intanto, al termine del filmato, dall'alto cala sul palcoscenico un'enorme strobosfera luccicante che si apre come un fiore, rivelando Madonna. Questa, vestita da sensuale cavallerizza, schiocca il frustino in aria cantando la prima canzone dello spettacolo: Future Lovers mixata con I Feel Love di Donna Summer. Durante l'esibizione Madonna cavalca i ballerini, agghindati come veri e propri cavalli con tanto di morsetti, paraocchi e briglie. La seconda canzone eseguita è Get Together. Successivamente viene presentata una delle hit storiche della cantante: Like a Virgin. Madonna la intona mentre si contorce sensualmente su un cavallo meccanico dotato di apposito palo da lap dance, e alle sue spalle vengono proiettate le radiografie delle fratture che ha riportato cadendo da cavallo nella sua tenuta inglese nel Dorset il 16 agosto 2005 (giorno del suo quarantasettesimo compleanno) alternate a immagini di cavalli al galoppo. Infine, come ultima canzone della prima sezione, Madonna canta Jump, durante la quale i ballerini si cimentano sul palco in una serie di salti acrobatici tipici del parkour.

### II atto - Beduin

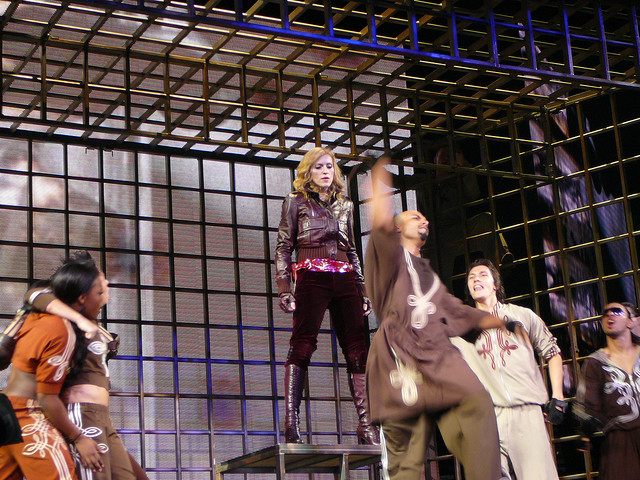
Madonna durante Sorry a New York

La seconda sezione è introdotta dall'interludio Confessions, durante il quale alcuni dei ballerini raccontano le loro vicende personali facendo freestyle. La parte più controversa e provocatoria dello show si apre sulle note della ballata Live to Tell per la cui esibizione la star appare su una croce di specchi con una corona di spine attorno al capo. Madonna ha dichiarato di inscenare la crocifissione allo scopo di simboleggiare l'umanità dell'epoca odierna, letteralmente "crocifissa" e "sottomessa" da parte dei leader politici ma soprattutto oppressa dalle guerre, dalla povertà, dalla fame nel mondo e da gravi epidemie, come testimonia anche il video che fa da sfondo all'esibizione, nel quale appaiono, appunto, immagini di bambini africani, sovrastate da un contatore virtuale che, partendo da 0, raggiunge i 12 milioni: il numero di bambini rimasti orfani a causa dell'AIDS nel continente africano. La canzone termina con versi tratti dal Vangelo secondo Matteo sullo schermo. In seguito, nell'esibizione di Forbidden Love, sul palco compaiono due coppie di danzatori che portano dipinte sul ventre la Mezzaluna e la Stella di David, mentre alle loro spalle viene proiettato un filmato in cui i simboli delle varie religioni si dissolvono nel nulla; al termine della canzone i ballerini si abbracciano in segno di pace. Con "l'orientaleggiante" Isaac (che contiene elementi già noti e portati al successo da Ofra Haza in "Im nin alu") cantata insieme al cantante arabo Yitzhak Sinwani che cita versi della Kabbalah, Madonna tratta il tema della libertà e dell'emancipazione della donna. Sul palco viene infatti calata una gabbia dorata che imprigiona una danzatrice con burqa, la quale al ritmo della musica inizia a ballare, imitando un falco come quello che appare nel video sullo sfondo. A un certo punto Madonna si avvicina, la gabbia si apre e la danzatrice inizia a spogliarsi del burqa, per poi abbandonarsi a un ballo forsennato. La canzone seguente è Sorry, la cui esibizione riprende fortemente le scene del video ufficiale. L'ultima performance è per Like It or Not. La sezione si conclude con il video interludio di Sorry, in una versione remixata appositamente per lo show, durante il quale vengono proiettate le immagini dei potenti del mondo (George W.Bush e Tony Blair, ma anche Silvio Berlusconi e Benedetto XVI) responsabili, secondo l'opinione di Madonna, in passato e in tempi più recenti, di fratture, tensioni e prevaricazioni in un sistema già fortemente danneggiato. Vengono inoltre mostrate immagini di problemi ambientali, di guerra, di povertà, e, alla fine, appare la frase: "Is Anyone Listening?".

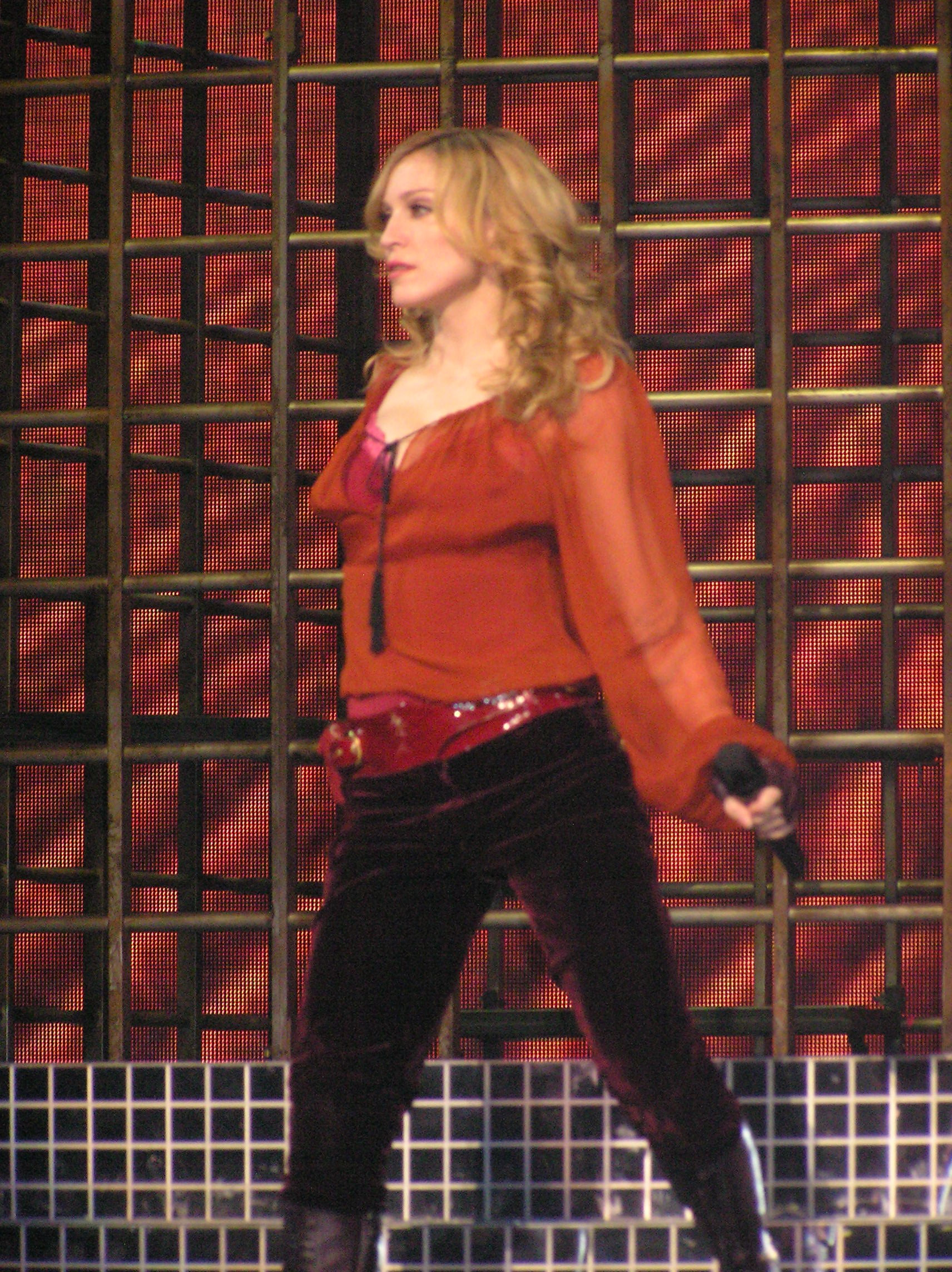
Madonna canta Isaac

Riguardo alla scena della crocifissione, Madonna dichiarò a Reuters: «Sono molto grata per l'accoglienza ricevuta in tutto il mondo, ma apparentemente sono sorti equivoci circa la mia apparizione in croce, e quindi è necessario che mi spieghi: durante lo spettacolo tre miei ballerini "confessano" o condividono momenti dolorosi della loro vita che, infine, hanno superato. A seguire c'è la mia "confessione" che avviene su una croce: non è una presa in giro della Chiesa, ma è analogo al prender su di sé la croce come enunciato nella Bibbia […] Credo che se Gesù vivesse oggi farebbe lo stesso».

### III atto - Glam-Punk
Lo spettacolo continua con Madonna che imbraccia la chitarra elettrica per cantare le versioni rock di I Love New York, il cui testo viene modificato per l'occasione (si dice "Vattene in Texas a succhiare il c***o a Bush", invece di un più diplomatico "Vattene in Texas a giocare a golf"), e di Ray of Light. Con l'esecuzione di Let It Will Be in versione remix, Madonna torna a criticare il mondo dello spettacolo come fece con il singolo del 2003 Hollywood, incitando la gente a lasciar perdere la fama e il successo. Questo concetto è ribadito anche con la canzone seguente Drowned World / Substitute for Love, eseguita dopo il "diva speech" con il pubblico. L'ultimo brano della sezione è Paradise (Not for Me), cantato in coppia con Yitzhak Sinwani, che canta in ebraico la strofa in francese della versione originale della canzone; sullo sfondo le immagini di un ciliegio in fiore.

### IV atto - Disco

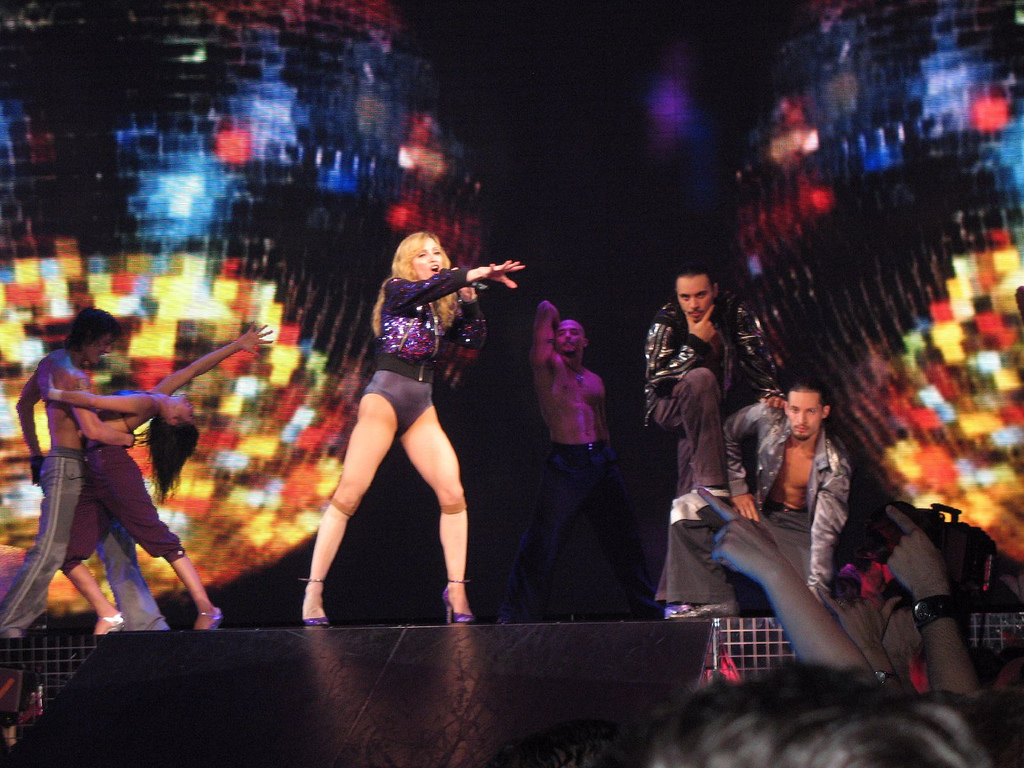
Madonna durante Hung Up

Il finale prevede un ritorno sulla pista da ballo in stile La febbre del sabato sera (Madonna indossa un completo bianco ispirato a quello di John Travolta).
Dopo un'introduzione radiofonica e un mix delle sue hit storiche, Madonna esegue Music mixata con la celebre Disco Inferno dei Trammps.
Alla fine del brano Madonna si toglie il completo bianco per mostrare una tuta bianca aderente con lustrini rosa e lilla (un omaggio al costume indossato da Agnetha Fältskog degli ABBA), ed esegue Erotica in una versione mixata in stile dance con la sua demo, chiamata You Thrill Me, e La Isla Bonita in una nuova versione dance/tribale. Prima di interpretare Lucky Star Madonna si accascia sul palco fingendo stanchezza e, incitata dalle coriste Donna DeLory e Nicki Richards che la ammoniscono sullo show ancora in corso, indossa un mantello bianco con la scritta «Dancing Queen» ed esegue la canzone. L'ultima canzone in scaletta è un remix esteso di Hung Up, durante la quale Madonna indossa un body viola sgambato simile a quello già sfoggiato nel video del canzone. Lo spettacolo termina con la frase "Have you confessed?" sullo schermo.

## Scaletta
I atto - Equestrian

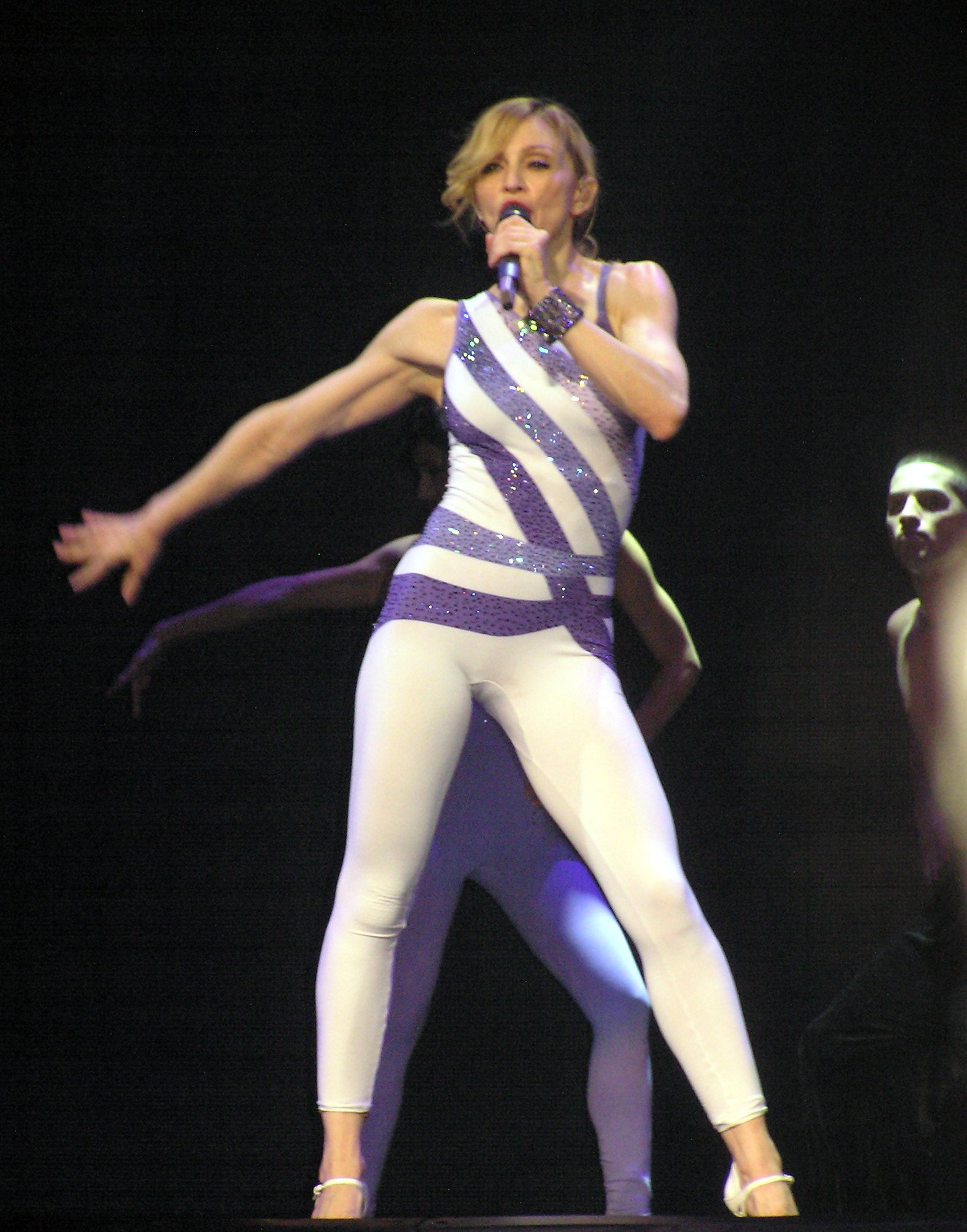
Madonna interpreta Erotica

1. Future Lovers / I Feel Love (contiene elementi di How High)
2. Get Together
3. Like a Virgin
4. Jump

II atto - Beduin
Confessions (interludio ballato, contiene elementi di Live to Tell e Tears)
1. Live to Tell (contiene elementi di Tears)
2. Forbidden Love
3. Isaac (con Yitzhak Sinwani)
4. Sorry (PSB Maxi-Mix)
5. Like It or Not

III atto - Glam-Punk
Sorry (Remix) [video interludio]
1. I Love New York
2. Ray of Light
3. Let It Will Be (Paper Faces Mix)
4. Drowned World / Substitute for Love
5. Paradise (Not for Me) (con Yitzhak Sinwani)

IV atto - Disco
The Duke Mixes The Hits (video interludio contenente elementi di Borderline, Erotica, Dress You Up, Holiday e Disco Inferno)
1. Music Inferno (contiene elementi di Music, Disco Inferno e Where's the Party)
2. Erotica (contiene elementi di You Thrill Me)
3. La Isla Bonita
4. Lucky Star (contiene elementi di Hung Up)
5. Hung Up

Note
- Nella scaletta dovevano essere presenti Deeper and Deeper ed Everybody, che erano già state eseguite durante le prove, ma alla fine sono state sostituite rispettivamente da Erotica e La Isla Bonita.
- Drowned World/Substitute for Love, in origine, si sarebbe dovuta concludere con un campionamento del singolo Nothing Fails del 2003. Alla fine l'idea venne accantonata.

## Artisti d'apertura
La seguente lista rappresenta il numero correlato agli artisti d'apertura nella tabella delle date del tour.
- Paul Oakenfold = 1
- David Guetta = 2

## Date
| Data              | Città         | Stato           | Luogo                               | Artisti d'apertura | Biglietti (venduti / disponibili) | Incasso      |
| Nord America      | Nord America  | Nord America    | Nord America                        | Nord America       | Nord America                      | Nord America |
| ----------------- | ------------- | --------------- | ----------------------------------- | ------------------ | --------------------------------- | ------------ |
| 21 maggio 2006    | Inglewood     | Stati Uniti     | The Forum                           | N.D.               | 40.044 / 40.044                   | $7.686.380   |
| 23 maggio 2006    | Inglewood     | Stati Uniti     | The Forum                           | N.D.               | 40.044 / 40.044                   | $7.686.380   |
| 24 maggio 2006    | Inglewood     | Stati Uniti     | The Forum                           | N.D.               | 40.044 / 40.044                   | $7.686.380   |
| 27 maggio 2006    | Las Vegas     | Stati Uniti     | MGM Grand Garden Arena              | N.D.               | 27.528 / 27.528                   | $7.257.750   |
| 28 maggio 2006    | Las Vegas     | Stati Uniti     | MGM Grand Garden Arena              | N.D.               | 27.528 / 27.528                   | $7.257.750   |
| 30 maggio 2006    | San Jose      | Stati Uniti     | HP Pavilion                         | N.D.               | 27.024 / 27.024                   | $4.761.555   |
| 31 maggio 2006    | San Jose      | Stati Uniti     | HP Pavilion                         | N.D.               | 27.024 / 27.024                   | $4.761.555   |
| 3 giugno 2006     | Los Angeles   | Stati Uniti     | Staples Center                      | N.D.               | 14.158 / 14.158                   | $2.804.583   |
| 5 giugno 2006     | Fresno        | Stati Uniti     | Save Mart Center                    | N.D.               | 20.154 / 20.154                   | $3.749.800   |
| 6 giugno 2006     | Fresno        | Stati Uniti     | Save Mart Center                    | N.D.               | 20.154 / 20.154                   | $3.749.800   |
| 8 giugno 2006     | Glendale      | Stati Uniti     | Glendale Arena                      | N.D.               | 28.820 / 28.820                   | $4.890.090   |
| 10 giugno 2006    | Glendale      | Stati Uniti     | Glendale Arena                      | N.D.               | 28.820 / 28.820                   | $4.890.090   |
| 14 giugno 2006    | Chicago       | Stati Uniti     | United Center                       | N.D.               | 52.000 / 52.000                   | $9.271.790   |
| 15 giugno 2006    | Chicago       | Stati Uniti     | United Center                       | N.D.               | 52.000 / 52.000                   | $9.271.790   |
| 18 giugno 2006    | Chicago       | Stati Uniti     | United Center                       | N.D.               | 52.000 / 52.000                   | $9.271.790   |
| 19 giugno 2006    | Chicago       | Stati Uniti     | United Center                       | N.D.               | 52.000 / 52.000                   | $9.271.790   |
| 21 giugno 2006    | Montréal      | Canada          | Centre Bell                         | N.D.               | 34.940 / 34.940                   | $5.670.150   |
| 22 giugno 2006    | Montréal      | Canada          | Centre Bell                         | N.D.               | 34.940 / 34.940                   | $5.670.150   |
| 25 giugno 2006    | Hartford      | Stati Uniti     | Hartford Civic Center               | N.D.               | 21.558 / 21.558                   | $3.451.235   |
| 26 giugno 2006    | Hartford      | Stati Uniti     | Hartford Civic Center               | N.D.               | 21.558 / 21.558                   | $3.451.235   |
| 28 giugno 2006    | New York      | Stati Uniti     | Madison Square Garden               | N.D.               | 91.841 / 91.841                   | $16.507.855  |
| 29 giugno 2006    | New York      | Stati Uniti     | Madison Square Garden               | N.D.               | 91.841 / 91.841                   | $16.507.855  |
| 2 luglio 2006     | New York      | Stati Uniti     | Madison Square Garden               | N.D.               | 91.841 / 91.841                   | $16.507.855  |
| 3 luglio 2006     | New York      | Stati Uniti     | Madison Square Garden               | N.D.               | 91.841 / 91.841                   | $16.507.855  |
| 6 luglio 2006     | Boston        | Stati Uniti     | TD Banknorth Garden                 | N.D.               | 36.741 / 36.741                   | $6.337.115   |
| 9 luglio 2006     | Boston        | Stati Uniti     | TD Banknorth Garden                 | N.D.               | 36.741 / 36.741                   | $6.337.115   |
| 10 luglio 2006    | Boston        | Stati Uniti     | TD Banknorth Garden                 | N.D.               | 36.741 / 36.741                   | $6.337.115   |
| 12 luglio 2006    | Filadelfia    | Stati Uniti     | Wachovia Center                     | N.D.               | 29.749 / 29.749                   | $4.639.775   |
| 13 luglio 2006    | Filadelfia    | Stati Uniti     | Wachovia Center                     | N.D.               | 29.749 / 29.749                   | $4.639.775   |
| 16 luglio 2006    | Atlantic City | Stati Uniti     | Boardwalk Hall                      | N.D.               | 12.322 / 12.322                   | $3.246.100   |
| 18 luglio 2006    | New York      | Stati Uniti     | Madison Square Garden               | N.D.               | [ 4 ]                             | [ 4 ]        |
| 19 luglio 2006    | New York      | Stati Uniti     | Madison Square Garden               | N.D.               | [ 4 ]                             | [ 4 ]        |
| 22 luglio 2006    | Miami         | Stati Uniti     | American Airlines Arena             | N.D.               | 30.410 / 30.410                   | $5.568.485   |
| 23 luglio 2006    | Miami         | Stati Uniti     | American Airlines Arena             | N.D.               | 30.410 / 30.410                   | $5.568.485   |
| Europa            |               |                 |                                     |                    |                                   |              |
| 30 luglio 2006    | Cardiff       | Regno Unito     | Millennium Stadium                  | 1                  | 55.795 / 55.795                   | $7.788.845   |
| 1º agosto 2006    | Londra        | Regno Unito     | Wembley Arena                       | N.D.               | 86.061 / 86.061                   | $22.090.582  |
| 3 agosto 2006     | Londra        | Regno Unito     | Wembley Arena                       | N.D.               | 86.061 / 86.061                   | $22.090.582  |
| 6 agosto 2006     | Roma          | Italia          | Stadio Olimpico                     | 1                  | 63.054 / 63.054                   | $5.268.886   |
| 9 agosto 2006     | Londra        | Regno Unito     | Wembley Arena                       | N.D.               | [ 5 ]                             | [ 5 ]        |
| 10 agosto 2006    | Londra        | Regno Unito     | Wembley Arena                       | N.D.               | [ 5 ]                             | [ 5 ]        |
| 12 agosto 2006    | Londra        | Regno Unito     | Wembley Arena                       | N.D.               | [ 5 ]                             | [ 5 ]        |
| 13 agosto 2006    | Londra        | Regno Unito     | Wembley Arena                       | N.D.               | [ 5 ]                             | [ 5 ]        |
| 15 agosto 2006    | Londra        | Regno Unito     | Wembley Arena                       | N.D.               | [ 5 ]                             | [ 5 ]        |
| 16 agosto 2006    | Londra        | Regno Unito     | Wembley Arena                       | N.D.               | [ 5 ]                             | [ 5 ]        |
| 20 agosto 2006    | Düsseldorf    | Germania        | LTU Arena                           | 1                  | 44.744 / 44.744                   | $5.926.105   |
| 22 agosto 2006    | Hannover      | Germania        | AWD-Arena                           | 1                  | 39.871 / 39.871                   | $5.218.985   |
| 24 agosto 2006    | Horsens       | Danimarca       | Forum Horsens Arena                 | 1                  | 85.232 / 85.232                   | $11.435.199  |
| 27 agosto 2006    | Parigi        | Francia         | Palazzo dello Sport di Parigi-Bercy | 2                  | 67.758 / 67.758                   | $9.145.832   |
| 28 agosto 2006    | Parigi        | Francia         | Palazzo dello Sport di Parigi-Bercy | 2                  | 67.758 / 67.758                   | $9.145.832   |
| 30 agosto 2006    | Parigi        | Francia         | Palazzo dello Sport di Parigi-Bercy | 2                  | 67.758 / 67.758                   | $9.145.832   |
| 31 agosto 2006    | Parigi        | Francia         | Palazzo dello Sport di Parigi-Bercy | 2                  | 67.758 / 67.758                   | $9.145.832   |
| 3 settembre 2006  | Amsterdam     | Paesi Bassi     | Amsterdam ArenA                     | 1                  | 102.330 / 102.330                 | $11.783.254  |
| 4 settembre 2006  | Amsterdam     | Paesi Bassi     | Amsterdam ArenA                     | 1                  | 102.330 / 102.330                 | $11.783.254  |
| 6 settembre 2006  | Praga         | Repubblica Ceca | Sazka Arena                         | N.D.               | 37.666 / 38.342                   | $5.861.668   |
| 7 settembre 2006  | Praga         | Repubblica Ceca | Sazka Arena                         | N.D.               | 37.666 / 38.342                   | $5.861.668   |
| 12 settembre 2006 | Mosca         | Russia          | Stadio Lužniki                      | N.D.               | 37.939 / 37.939                   | $5.548.998   |
| Asia              |               |                 |                                     |                    |                                   |              |
| 16 settembre 2006 | Osaka         | Giappone        | Osaka Dome                          | N.D.               | 50.623 / 50.623                   | $7.379.553   |
| 17 settembre 2006 | Osaka         | Giappone        | Osaka Dome                          | N.D.               | 50.623 / 50.623                   | $7.379.553   |
| 20 settembre 2006 | Tokyo         | Giappone        | Tokyo Dome                          | N.D.               | 71.231 / 71.231                   | $11.463.877  |
| 21 settembre 2006 | Tokyo         | Giappone        | Tokyo Dome                          | N.D.               | 71.231 / 71.231                   | $11.463.877  |
| Totale            | Totale        | Totale          | Totale                              | Totale             | 1.209.593 / 1.210.269 (99.9%)     | $194.754.447 |

## Personale
- Regia: Jamie King
- Direttore Video: Dago Gonzalez per Veneno, Inc.
- Direttore musicale: Stuart Price
- Costumi: Arianne Phillips, Jean-Paul Gaultier e Roman Diaz
- Promotore mondiale: The Next Adventure

### Band
- Tastiere: Stuart Price e Marcus Brown
- Batteria: Steve Sidelnyk
- Chitarre: Monte Pittman e Madonna
- Coriste: Donna DeLory e Nicki Richards
- Cantante ospite: Yitzhak Sinwani
- Ballerini: Jason Young, Daniel Cloud Campos, Leroy Hypnosis Barnes, Mihran Kirakosian, Williams Normann Charlemoine, Steve Nester, Addie Yungmee, Sofia Boutella, Charmaine Charm Jordan, Reshma Gajjar, Tamara Levinson, Sébastien Foucan, Oleg Vorslav, Levi Meeuwenberg e Victor Lopez

## I numeri
123 giorni di durata del tour (dal 21 maggio al 21 settembre 2006)
60 rappresentazioni dello spettacolo
26 città toccate dal tour in 3 continenti (Nord America e Canada, Europa, Asia)
120 minuti di durata dello show
19 brani eseguiti durante lo show
2 coriste e 15 ballerini sul palco insieme a Madonna
1.209.593 spettatori
194.754.447 dollari incassati